# Aloe disticha
Aloe disticha é uma espécie de liliopsida do gênero Aloe, pertencente à família Asphodelaceae.